# مارک مک‌کالی
مارک مک‌کالی (به انگلیسی: Marc Macaulay) (زاده ۱۳ اکتبر ۱۹۵۷) بازیگر آمریکایی است.
از فیلم‌های معروف او می‌توان به بازی در فیلم ماجراهای دکه سمساری، اخطار قبلی، مک‌کوی واقعی، بازی منصفانه، نه مرده، پالمتتو و نظافتچی اشاره کرد.